# Schneider 10M
Lo  Schneider 10M fu un aereo da bombardamento bimotore monoplano biposto sviluppato dalla azienda aeronautica francese Schneider et Cie nella prima metà degli anni venti del XX secolo e rimasto allo stadio di prototipo.

## Storia del progetto
Nel 1924 Eugène Lepère fu nominato capo dell'ufficio di progettazione della società di costruzione aeronautica Schneider. Questo ingegnere era noto per i suoi successi aeronautici negli Stati Uniti d'America, dove iniziò a lavorare nel 1917. Il suo primo progetto presso la Schneider fu per un monoplano a sbalzo, bimotore, multiposto (equipaggio di tre persone) designato Schneider 10M. L'impulso per la realizzazione di questo aereo fu il programma per un velivolo da combattimento multiuso BCR (Bombardement, Combat, Reconnaissance), la cui specifica fu emessa nel 1923 e portò alla realizzazione di sette diversi prototipi. Del modello Schneider 10 M, dotato di fusoliera bitrave, fu ordinata la realizzazione di due esemplari, ma risulta costruito un solo aereo costruito in lega di ferro e alluminio progettata dalla Schneider chiamata Alférium.

## Descrizione tecnaca

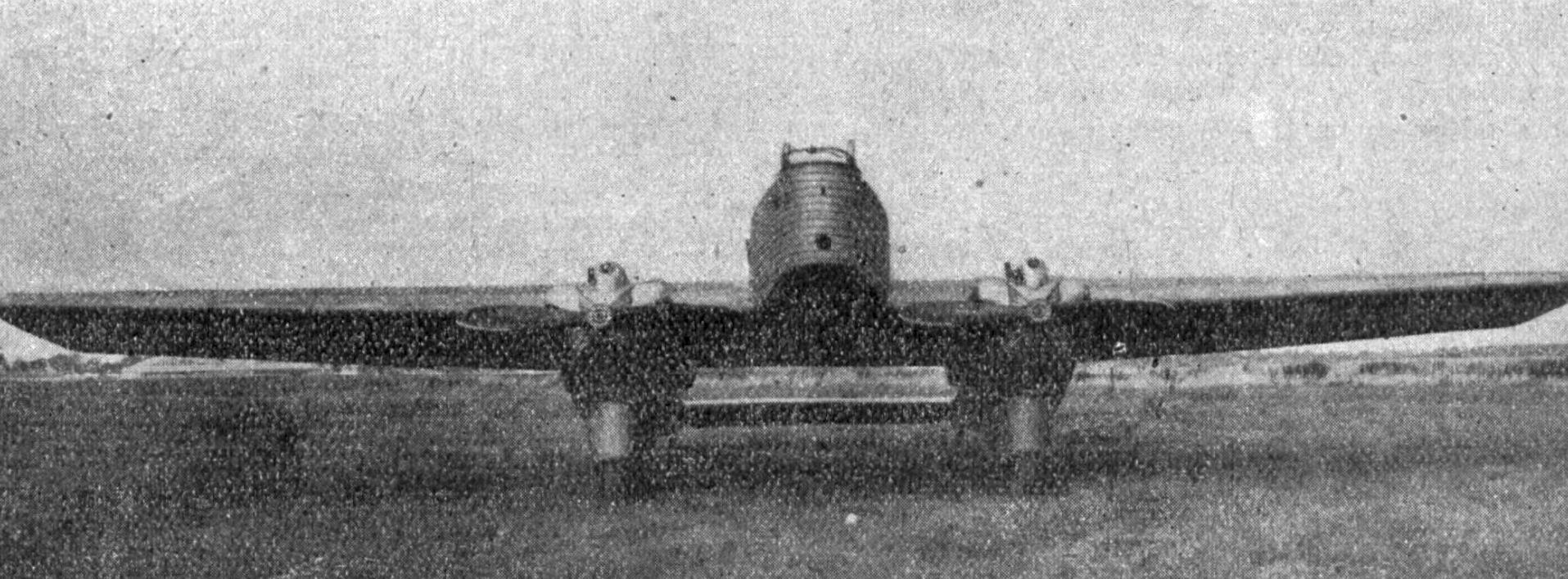
Il prototipo dello Schneider 10M.

Aereo da bombardamento monoplano, bimotore, con fusoliera bitrave. Aveva un'ala a sbalzo, monoblocco, dotata di due longheroni, il suo rivestimento, come quello della fusoliera centrale e dell'impennaggio di coda era ondulato con una separazione di circa 75 mm (3 pollici). In pianta, l'ala era rettangolare tra la fusoliera e le travi e leggermente rastremata verso l'esterno. La fusoliera centrale monoscocca, aveva sezione rettangolare, e conteneva tre abitacoli aperti. I piloti sedevano fianco a fianco in un'ampia cabina di pilotaggio sopra il bordo d'attacco dell'ala con una postazione per un mitragliere situata all'estremità del muso estremo e un'altra nella parte estrema della fusoliera, dietro i posti di pilotaggio. Per migliorare la difesa contro gli attacchi dal basso, il mitragliere posteriore poteva anche sparare attraverso una botola nel pavimento. Le due travi erano ricoperte con pannelli di alférium lisci; dietro l'ala erano invertite, convesse a forma di lacrima nella sezione e rastremate verso la coda. Nella parte anteriore, in ciascuna alloggiava un motore Lorraine-Dietrich 12Db a 12cilindri a V, raffreddati a liquido, eroganti la potenza di 400 CV (300 kW) azionante un'elica bipala. I radiatori erano posizionati su entrambi i lati delle cappottature e i serbatoi del carburante erano nei bracci dietro i motori, visti come un posto relativamente sicuro in caso di attacco. Il velivolo saliva alla quota di 4.000 m in 25 minuti. Ogni ruota principale del carrello di atterraggio a carreggiata larga era ricoperta da grandi carenature, e sostenuta da sospensioni in gomma installate su un montante a V. Sotto ogni estremità delle due travi vi era un pattino di coda. Nella parte posteriore le travi erano collegati da un piano orizzontale rettangolare avente un singolo equilibratore. All'estremità delle travi erano posizionati un piano di deriva e un governale di direzione. L'armamento difensivo si basava su 6 mitragliatrici calibro 7,7 mm.
Pur essendo un velivolo destinato al bombardamento poteva trasportare apparecchiature fotografiche e radiotelegrafiche per l'osservazione.

## Impiego operativo
Il prototipo dello Schneider 10M apparve al 9° Salone internazionale dell'aeronautica di Parigi nel dicembre 1924 e volò per la prima volta nel marzo 1925 al comando del sottufficiale Clément Moutonnier, ex pilota della STAé. fino a quando l'aereo non si schiantò durante uno dei suoi atterraggi. Sebbene il danno sia stato riparato e l'aereo modificato, rimase un serio problema di vibrazione aeroelastica (flutter) a associato a un'insufficiente rigidità delle ali e, probabilmente, a uno scarso bilanciamento dei timoni. Oltre alle vibrazioni aeroelastiche, l'aereo soffriva di un peso al decollo eccessivo, che impedì allo Schneider 10 M ogni possibilità di essere collaudato dai servizi tecnici governativi. Il vincitore del concorso BCR fu il biplano Lioré et Olivier LeO 7 di cui furono costruiti solo 32 esemplari utilizzati dall'Aéronautique Militaire e dall'Aeronavale.